# Philipp Jakob Bischoff
Philipp Jakob Bischoff (* 6. Juni 1889 in Calw; † 27. März 1959 in Dettingen an der Erms) war ein deutscher Politiker der CDU.

## Leben und Beruf
Philipp Jakob Bischoff war nach einer Lehrerausbildung als Rektor in Dettingen an der Erms tätig. Nach seiner Pensionierung wurde er ehrenamtlicher Geschäftsführer des Bibelbundes.
Bischoff schloss sich nach dem Zweiten Weltkrieg der CDU an. Er gehörte 1946/47 der Beratenden Landesversammlung des Landes Württemberg-Hohenzollern an. 1947 wurde er Vorsitzender des CDU-Kreisverbandes für den Landkreis Reutlingen. Er behielt dieses Amt bis 1952.